# Statilia chayuensis
Statilia chayuensis es una especie de mantis de la familia Mantidae.

## Distribución geográfica
Se encuentra en la China.